# روبي هورن
روبي هورن (بالإنجليزية: Robbie Horn)‏ (3 أغسطس 1977 بإدنبرة في المملكة المتحدة - ) هو لاعب كرة قدم بريطاني في مركز قلب الدفاع. شارك مع منتخب اسكتلندا تحت 21 سنة لكرة القدم. أما مع النوادي، فقد لعب مع هارت أوف ميدلوثيان وبيرويك راينجرز وفورفار أثلتيك ‏ ونادي كاودينبيث لكرة القدم.

## وصلات خارجية
- روبي هورن على موقع قاعدة بيانات كرة القدم.إي يو (الإنجليزية)